# Camp de Rieucros

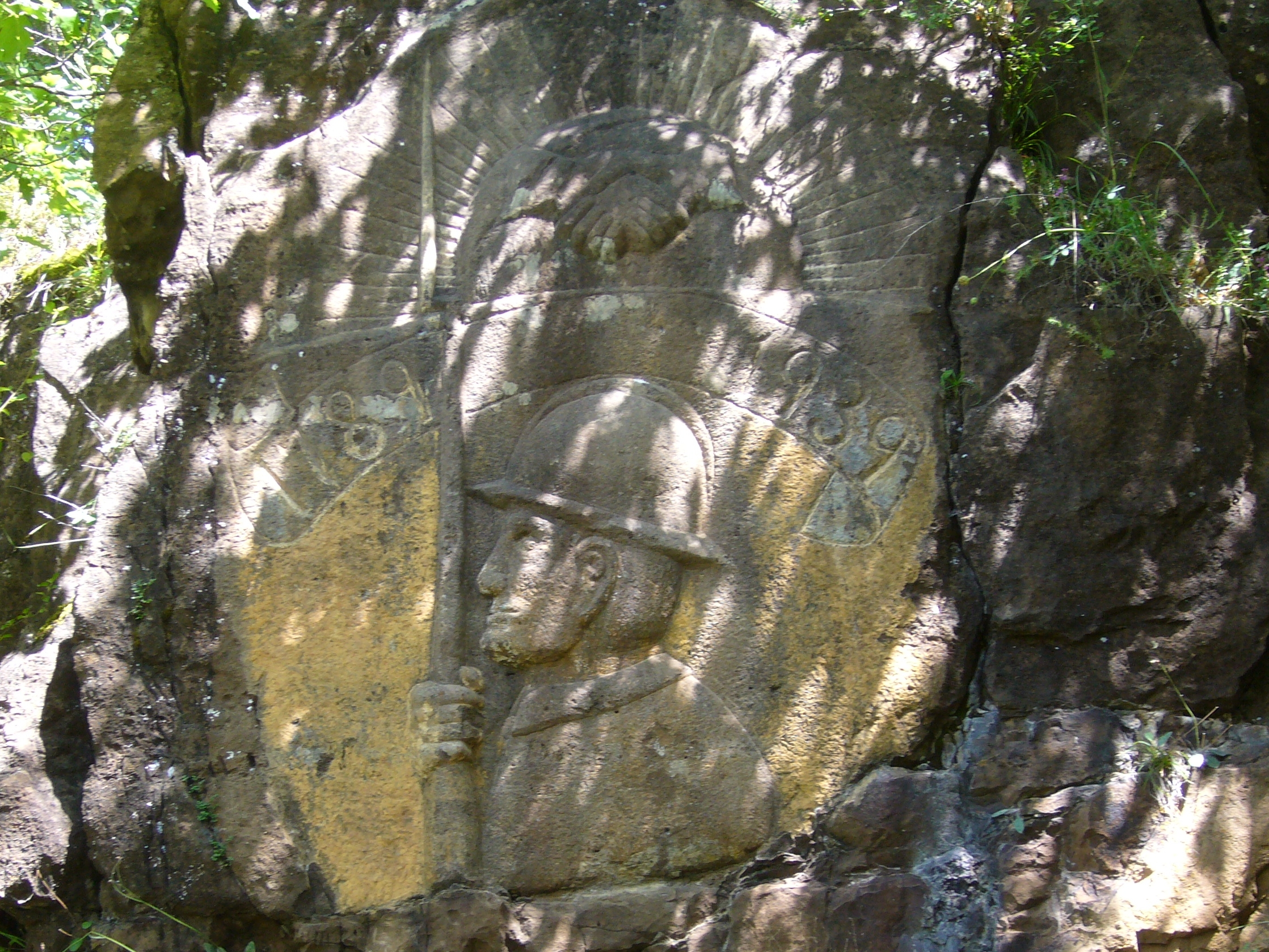
Felsenskulptur in der Nähe des Lagers

Das Lager von Rieucros war ein französisches Internierungslager in der Stadt Mende im Département Lozère. Anders als andere Lager bestand es bereits aus 14 Holzbaracken und zwei Steingebäuden.

## Geschichte

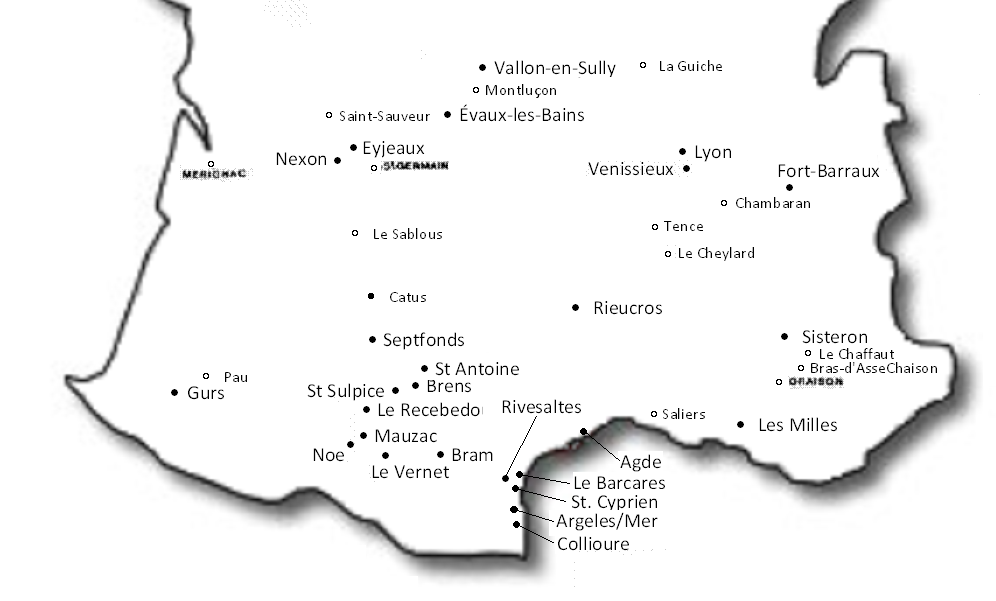
Internierungslager in Südfrankreich nach dem Ende des Spanischen Bürgerkrieges, 1939

Nach dem Sieg Francos im Spanischen Bürgerkrieg strömten Zehntausende Flüchtlinge über die Pyrenäen nach Frankreich. Für deren Unterbringung sahen die Planungen der französischen Behörden von Anfang an deren Unterbringung in speziellen Lagern vor. So entstanden im Januar/Februar 1939 sogenannte Centres d’accueil (Aufnahmezentren) oder auch Centres de recueil (Sammelzentren), die anfangs oft nur aus von Stacheldraht umzäumten Feldern bestanden, auf denen sich die spanischen Flüchtlinge aus Tannenzweigen und Decken Notunterkünfte errichteten. In Frankreich setzte sich für diese Lager schnell der Begriff Camps de concentration durch, der jedoch eine völlig andere Bedeutung hatte als im Deutschen. Es ging um die aus der Überforderung der Behörden geborene Idee der Konzentrierung der ankommenden Flüchtlinge in Lagern, nicht um deren Vernichtung.:S. 37, S. 40
Der Beschluss zur Einrichtung des Camp de Rieucros erfolgte per Dekret vom 21. Januar 1939, eröffnet wurde das Centre spécial de rassemblement (Spezielles Sammelzentrum) aber erst im März 1939.:S. 37 Es sollte der Internierung unerwünschter Ausländer dienen – deutsche Antifaschisten, spanische Republikaner und Mitglieder der Internationalen Brigaden. Anfang November 1939 wurden alle männlichen Gefangenen in das Internierungslager Le Vernet d’Ariège transferiert, da das Lager von Rieucros von nun an als Fraueninternierungslager dienen sollte.
Im Herbst 1939 waren hier auch spanische Frauen untergebracht, zu denen bald hunderte deutsche Frauen aus dem Pariser Gefängnis Petite Roquette kamen. Im Januar 1941 befanden sich 453 Gefangene im Lager, davon waren 39 Kinder im Alter von 14 Jahren und jünger. Am 13. Februar 1942 wurde das Lager geschlossen und die verbliebenen 320 Frauen und 26 Kinder in das Internierungslager Brens in der Nähe von Gaillac im Département Tarn transportiert.

### Überreste des Lagers
Heute existieren nur wenige Spuren des Lagers im Tal des Rieucros. Ein Schild zeigt die Position, aber die Baracken sind vollständig verschwunden. Es existieren nur noch zwei Steinhäuser, die zu der Anlage gehörten und heute in Privatbesitz sind. Die wichtigste übrig gebliebene Spur ist eine Felsskulptur, die einen Soldaten zeigt, der sein Gewehr im rechten Arm hält. Darunter stehen zwei Jahreszahlen: 1789 und 1939, als Symbol des 150. Jahrestags der Französischen Revolution. In der Nähe ist ein Name eingraviert: Walter Gierke. Dieser Name ist auch auf der Liste der Gefangenen enthalten, und man vermutet, dass es sich um den Urheber der Felsskulptur handelt.

### Insassen
Unter den Gefangenen befand sich der Schriftsteller Michel del Castillo (1933–2024), der zusammen mit seiner Mutter interniert war. Der deutsche Mathematiker Alexander Grothendieck und seine Mutter waren hier untergebracht, ebenso wie die russische Schriftstellerin und Anarchistin Ida Mett und ihr Sohn.
Der italienische Antifaschist Ernesto Bonomini war ebenfalls hier interniert, aber konnte im April 1939 fliehen. Auch der deutschen Schauspielerin Steffie Spira-Ruschin, die während ihrer Zeit in Rieucros einige Gedichte über das Leben im Lager schrieb, und der tschechischen Schriftstellerin Lenka Reinerová gelang es aus dem Lager zu fliehen.
Die Schweizer Fotografin und Umweltschützerin Gertrude Duby-Blom war kurze Zeit im Lager Rieucros interniert, bevor sie Frankreich mit Hilfe der Schweizer Botschaft verlassen konnte.
Weitere bekannte Insassen waren die Antifaschistin Dora Schaul, die Kostümbildnerin Sylta Busse und die Kommunistin und Widerstandskämpferin Maria Wachter, die heute Ehrenvorsitzende der Vereinigung der Verfolgten des Naziregimes – Bund der Antifaschistinnen und Antifaschisten (VVN-BdA) in Nordrhein-Westfalen ist, sowie die Widerstandskämpferin Cläre Quast. Die seit 1954 in Ostberlin wirkende Medizinerin Ursula Pacyna lernte im Camp de Rieucros ihren späteren Ehemann Alfred Katzenstein kennen.
2022 erschien das Buch »Fast frei zu sein ist doch etwas Herrliches« in dem die Internierungsgeschichte von Ursel Bud im Camp de Rieucros und danach im Hotel Bompard in Marseille rekonstruiert wurde.

## Gedenkverein
Im Jahre 1992 wurde ein Verein gegründet mit dem Ziel, die Erinnerung an das Lager und das Geschehen aufrechtzuerhalten und Besuchern zu erklären.